# Powiat Gliwicki
Der Powiat Gliwicki ist ein Powiat (Kreis) in der Woiwodschaft Schlesien in Polen. Der Powiat hat eine Fläche von 663 km² mit etwa 115.600 Einwohnern. Er befindet sich westlich des Sitzes Gliwice (Gleiwitz), die ihm jedoch nicht angehört.
Der Powiat entstand in seiner heutigen Form am 1. Januar 1999, nach der polnischen Verwaltungsreform. Zu ihm gehören acht Gemeinden. Durch den Powiat verläuft die Autobahn A4.
Partnerschaften bestehen u. a. mit den Landkreisen Calw und Mittelsachsen (ehemals Freiberg) in Deutschland, Denbighshire in Wales und dem Powiat Pucki in der Kaschubei.

## Gemeinden

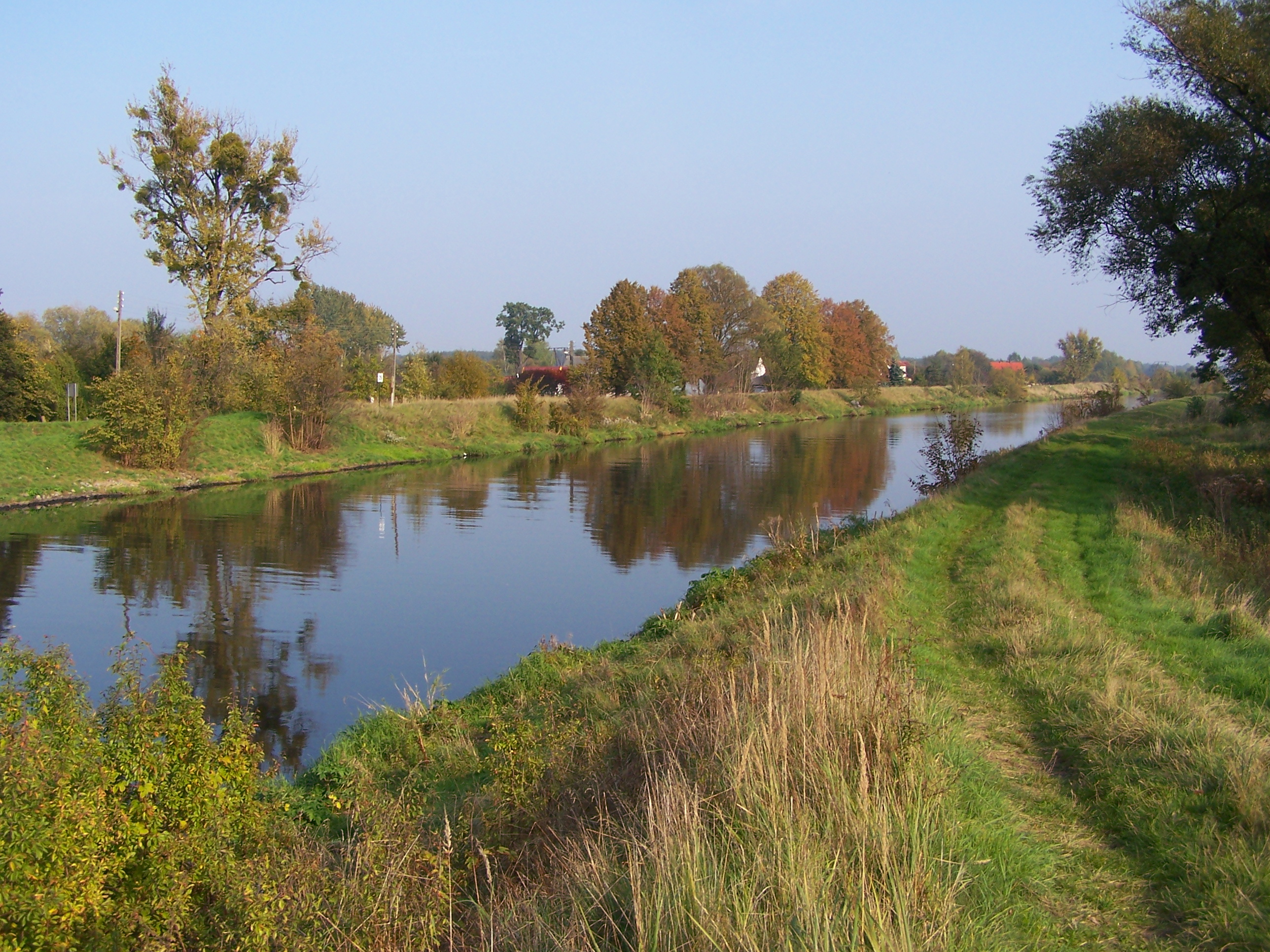
Der Gleiwitzer Kanal

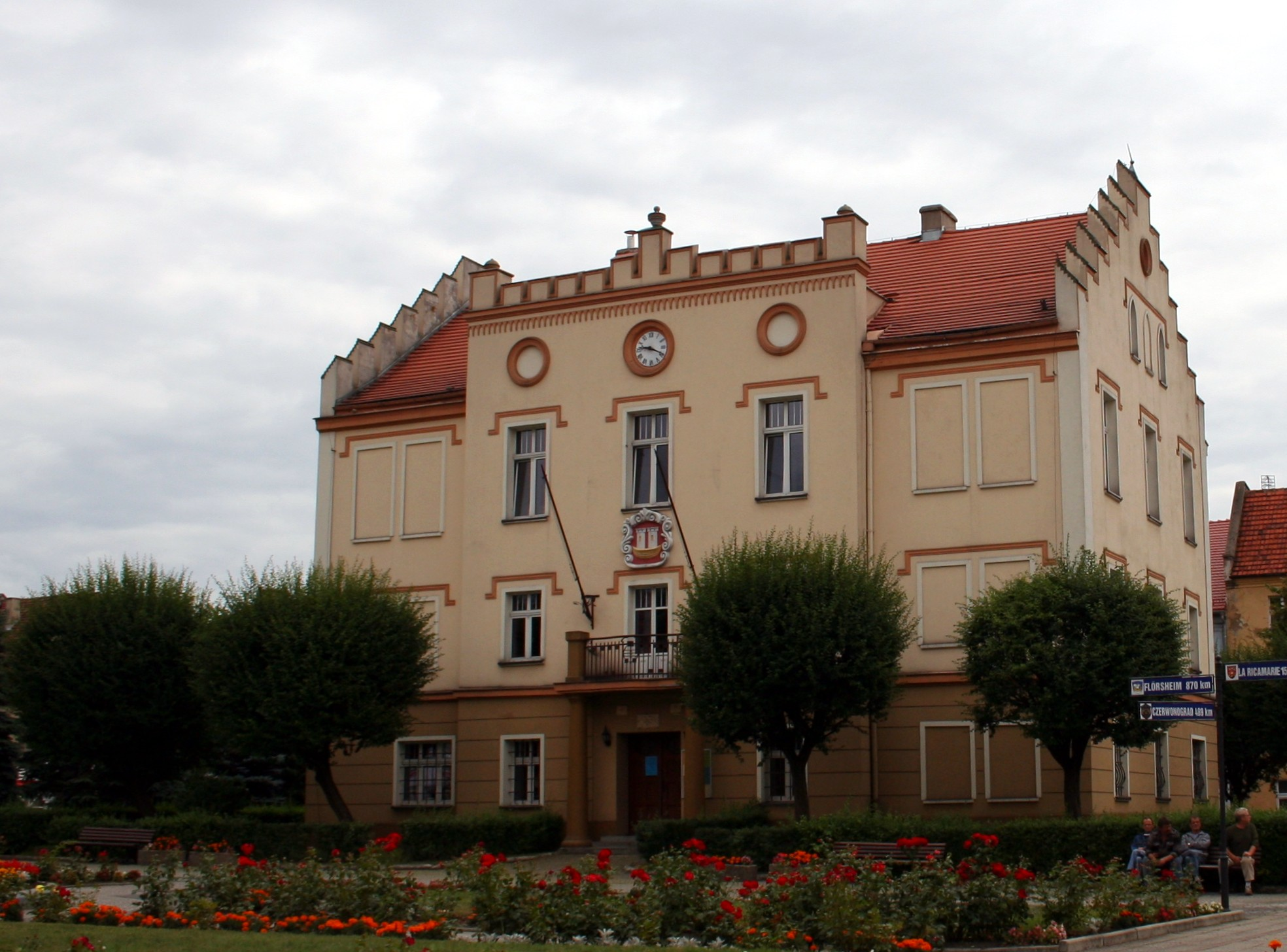
Rathaus in Pyskowice

Der Powiat umfasst zwei Stadtgemeinden, zwei Stadt-und-Land-Gemeinden und vier Landgemeinden:

### Stadtgemeinden
- Knurów (Knurow)
- Pyskowice (Peiskretscham)

### Stadt-und-Land-Gemeinden
- Sośnicowice / Kieferstädtel (zweisprachige Gemeinde)
- Toszek (Tost)

### Landgemeinden
- Gierałtowice (Gieraltowitz)
- Pilchowice (Pilchowitz)
- Rudziniec (Rudzinitz)
- Wielowieś (Langendorf)

## Geografie
Der Powiat liegt im mittleren Westen der Woiwodschaft Schlesien und zentral in Oberschlesien.
Durch das Gebiet fließen die Flüsse Klodnitz und Drama und der Gleiwitzer Kanal.

### Benachbarte Powiate
Der Powiat Gliwicki grenzt an den Powiat Tarnogórski, die Stadt Gliwice (Gleiwitz), die Stadt Zabrze (Hindenburg OS), den Powiat Mikołowski, die Stadt Ruda Śląska, die Stadt Rybnik, Powiat Rybnicki und den Powiat Raciborski in der Woiwodschaft Schlesien, den Powiat Strzelecki und den Powiat Kędzierzyńsko-Kozielski in der Woiwodschaft Opole.

## Geschichte

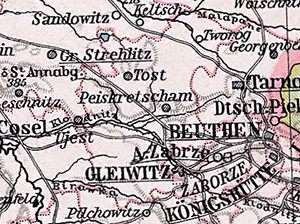
Landkreis Tost-Gleiwitz 1905

Siehe auch: Landkreis Tost-Gleiwitz
Nachdem der Landkreis Tost-Gleiwitz 1945 unter polnische Verwaltung gekommen war, wurde er zum Powiat Gliwicki (Kreis Gleiwitz), seine Kreisfläche wurde beibehalten. Der Powiat lag von nun an in der Woiwodschaft Schlesien. 1950 kam er nach der Auflösung der Woiwodschaft Schlesien zur Woiwodschaft Kattowitz. Die Gemeinde Tworóg kam 1951 zum Powiat Tarnogórski. 1964 kamen Łabędy (Laband) und Czechowice (Schechowitz) zur kreisfreien Stadt Gliwice. 1975 wurden in Polen alle Powiate aufgelöst und anstelle dieser wurde die Verwaltung auf die Gemeinden übertragen.
Am 1. Januar 1999 entstand nach der Verwaltungsreform der heutige Powiat Gliwicki in etwas anderer Form mit zwei Stadtgemeinden, zwei Stadt-/Landgemeinden und vier Landgemeinden, in der neu eingerichteten Woiwodschaft Schlesien. Kreisstadt wurde wieder Gliwice.

## Bevölkerung

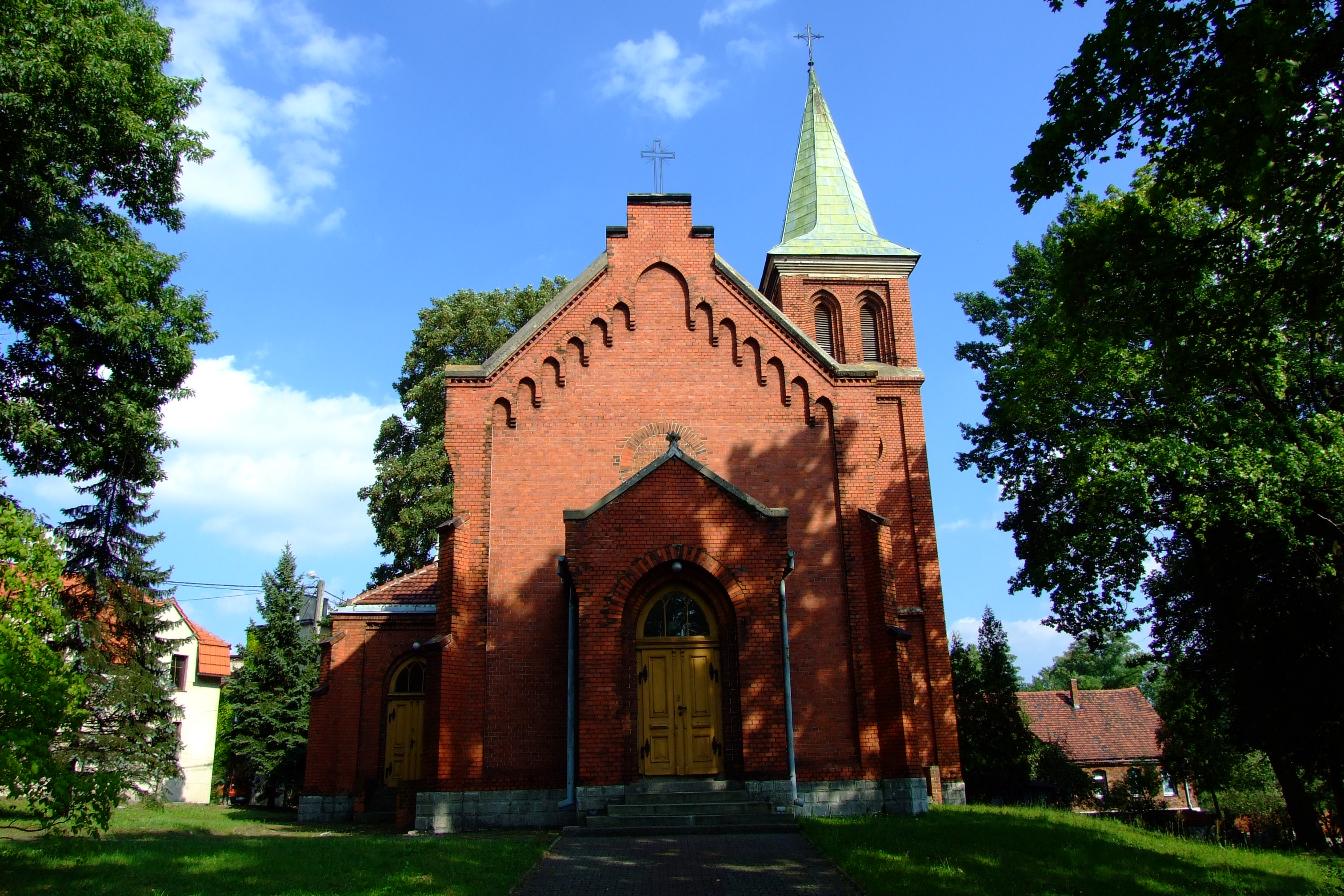
Evangelische Peter-Paul-Kirche in Pyskowice

### Religionen
Im Powiat gibt es neben den katholischen Gemeinden auch eine Anzahl evangelischer Kirchen und Kapellen. Der Powiat Gliwicki gehört dem katholischen Bistum Gleiwitz in der Kirchenprovinz Kattowitz und der evangelischen Diözese Katowice an.

### Einwohnerentwicklung
Von den 115.476 Einwohnern (Stand 30. Juni 2005) des Powiats lebten 64.862 Personen in einer Stadt und 50.614 auf dem Land.
- 1999 – 125 826
- 2000 – 125 120
- 2001 – 123 157
- 2002 – 116 919
- 2003 – 116 244
- 2004 – 115 657
- 2005 – 115 476

## Politik

Flagge des Powiat Gliwicki

Die Kreisverwaltung wird von einem Starosten geleitet. Von 2014 bis 2022 war dies Waldemar Dombek vom Wahlkomitee „Zustimmung und Zukunft“. Nachdem kurzzeitig Włodzimierz Gwiżdż vom Wahlkomitee „Meine Gemeinde unser Landkreis“ das Amt übernommen hatte, ist seit 2024 Dawid Rams vom Wahlbündnis Koalicja Obywatelska (KO) neuer Starost.

### Kreistag
Der Kreistag besteht aus 23 Mitgliedern, die von der Bevölkerung gewählt werden. Die turnusmäßige Wahl 2024 brachte folgendes Ergebnis:
- Koalicja Obywatelska (KO) 26,8 % der Stimmen, 8 Sitze
- Wahlkomitee „Gemeinsam für Gemeinde und Landkreis“ 24,8 % der Stimmen, 8 Sitze
- Prawo i Sprawiedliwość (PiS) 20,6 % der Stimmen, 5 Sitze
- Wahlkomitee „Zukunft des Gliwicer Landes“ 11,4 % der Stimmen, 2 Sitze
- Wahlkomitee „Lokale Verwaltung für die Einwohner des Landkreises“ 9,0 % der Stimmen, kein Sitz
- Wahlkomitee „Zustimmung und Zukunft“ 7,4 % der Stimmen, kein Sitz

Die turnusmäßige Wahl 2018 brachte folgendes Ergebnis:
- Wahlkomitee „Zustimmung und Zukunft“ 33,3 % der Stimmen, 9 Sitze
- Wahlkomitee „Meine Gemeinde unser Landkreis“ 22,1 % der Stimmen, 5 Sitze
- Prawo i Sprawiedliwość (PiS) 21,5 % der Stimmen, 5 Sitze
- Wahlkomitee „Vereinigung der Einwohner des Landkreises Gliwice“ 17,5 % der Stimmen, 4 Sitze
- Kukiz’15 5,6 % der Stimmen, kein Sitz

### Wappen

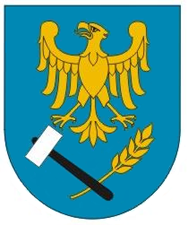
Das frühere Wappen des Powiat Gliwicki (bis August 2006)

#### Seit August 2006
Das aktuelle Wappen des Powiat Gliwicki besteht aus dem goldenen Adler des Wappens der Woiwodschaft Schlesien und drei weißen Türmen auf blauem Hintergrund.

#### Bis August 2006
Eine Besonderheit in Oberschlesien ist der oberschlesische gelbe Adler auf blauem Grund, der sich bei einem Großteil der oberschlesischen Wappen auf der linken bzw. rechten Hälfte befindet. Und so ist der Adler auch auf dem Wappen des Powiats als exakte Kopie des Woiwodschaftsadlers vorhanden. Dieser befindet sich jedoch nicht nur auf der linken Hälfte, sondern erstreckt sich auf die volle Breite des Wappens. Unter ihm befinden sich ein Hammer und eine Weizenähre, Symbole für die große Bedeutung von Landwirtschaft und Kohleabbau im Powiat.

### Partnerschaften
Der Powiat unterhält Partnerschaften mit:
- Landkreis Calw in Baden-Württemberg, Deutschland
- Landkreis Mittelsachsen (Ehemals Partnerschaft mit dem Landkreis Freiberg) in Sachsen, Deutschland
- Denbighshire in Wales, Großbritannien
- Powiat Pucki in der Kaschubei, Polen

## Kultur und Sehenswürdigkeiten

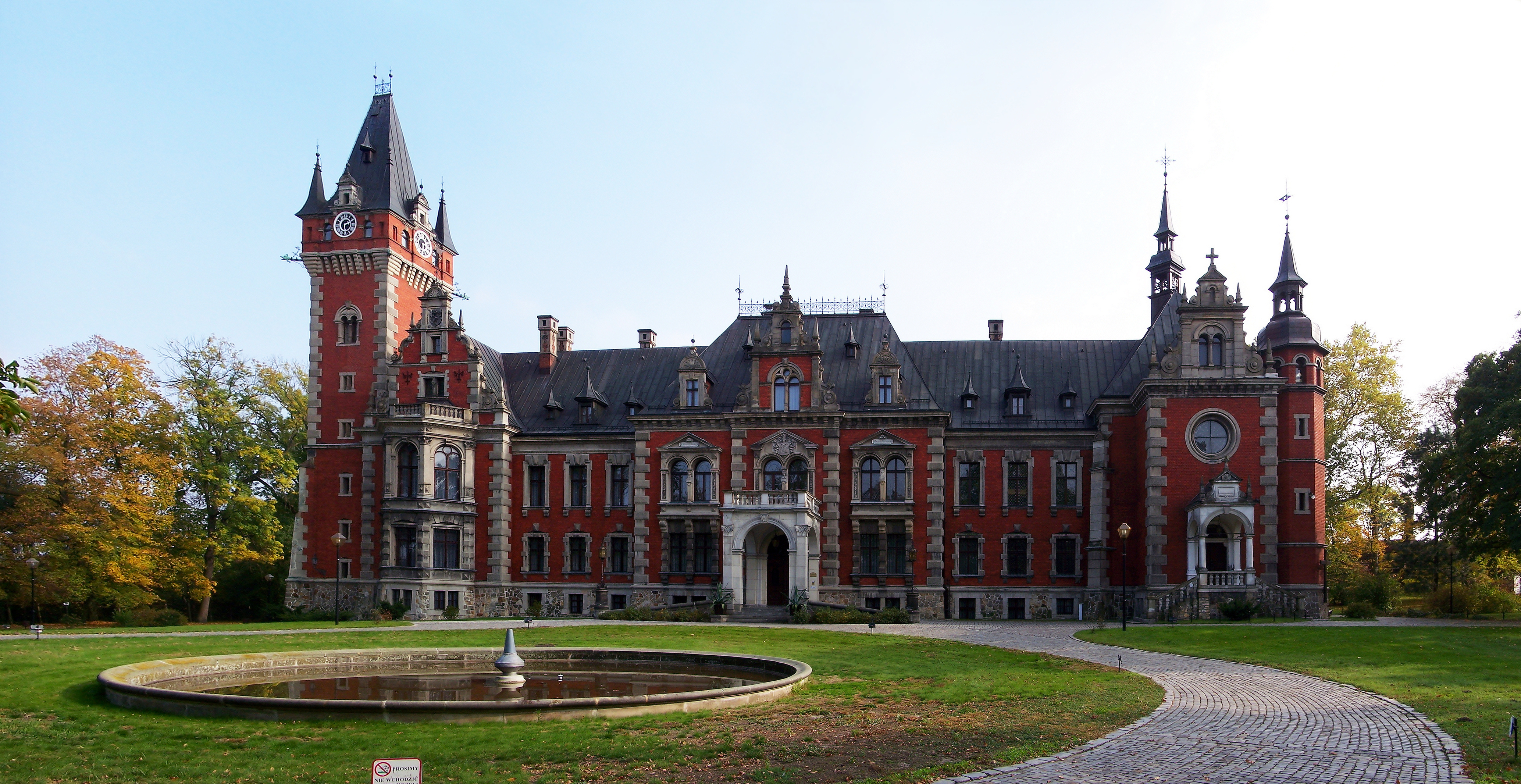
Schloss in Pławniowice

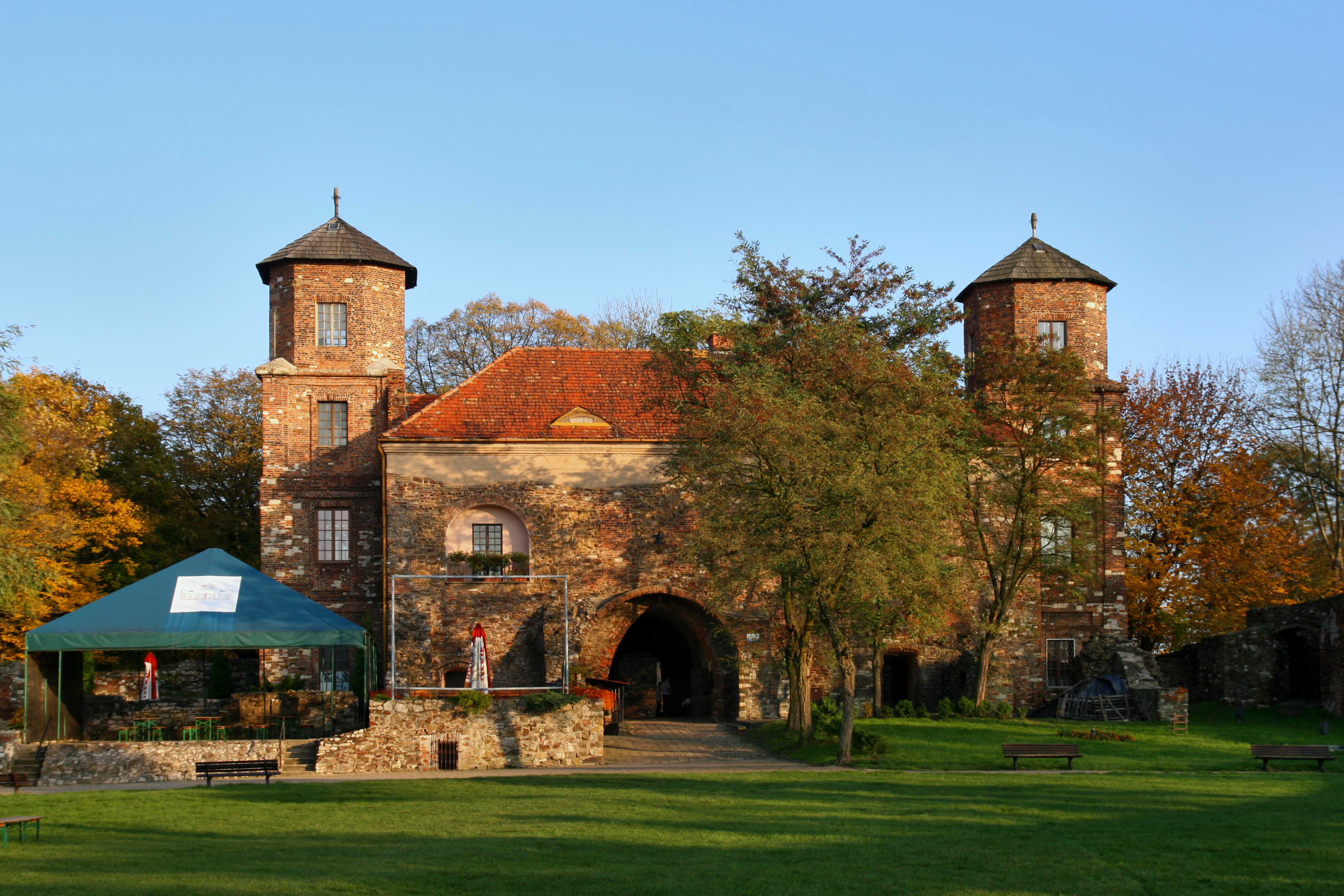
Die Burg in Toszek

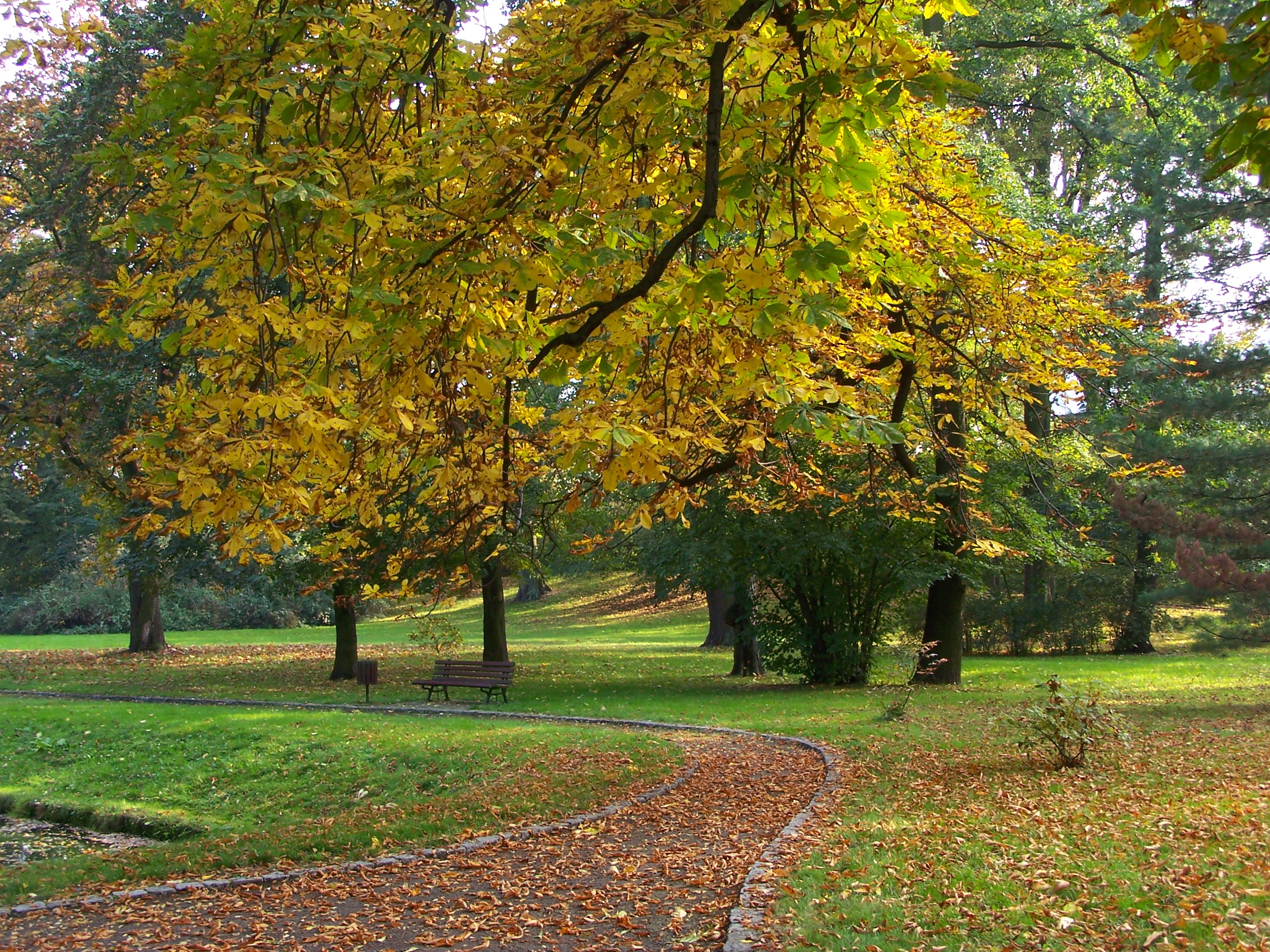
Park in Pławniowice

### Bauwerke
- Zahlreiche Schrotholzkirchen u. a. in
  - Bojszów
  - Poniszowice
  - Rachowice
  - Rudziniec
  - Sierakowice
  - Sieroty
  - Smolnica
  - Wilcza
  - Zacharzowice
  - Żernica
- Jüdischer Friedhof und ehemalige Synagoge in Wielowieś
- Jüdischer Friedhof in Pyskowice

#### Burgen und Schlösser
- Ruinen des Spätrenaissance-Schlosses in Chudów
- Burg(ruine) in Toszek
- Schloss- und Parkkomplexe aus dem 19. Jahrhundert in Pławniowice.

### Parks
- Parkanlage des Schlosses in Pławniowice
- Park in Pyskowice

### Naturdenkmäler
Im Buch „Die wichtigsten Naturdenkmäler Oberschlesiens“ von 1910 werden Naturdenkmäler in 18 Orten des damaligen Landkreises Tost-Gleiwitz aufgelistet. Dazu zählen eine Kiefer mit 3 Metern Umfang in der Fasanerie in Tost (Toszek), eine Linde von 6,50 Metern Umfang in Potemba, in Dombrowka die „Dicke Hanne“, eine Kiefer von 2,60 Metern Umfang und einer Höhe von 36 Metern, und die Silvaeiche mit einem Umfang von 5,50 Metern.

## Verkehr

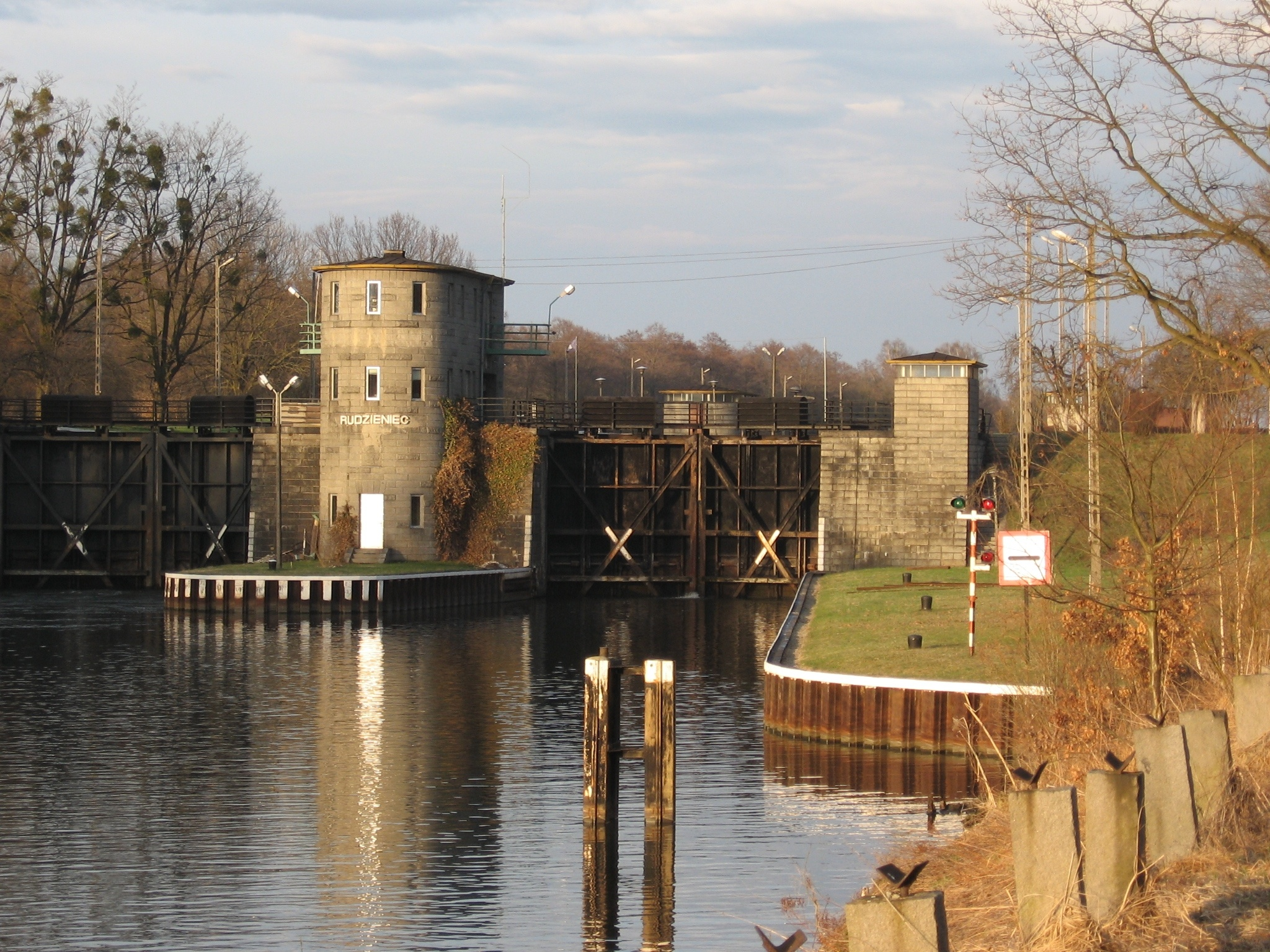
Schleuse in Rudziniec

Durch den Powiat verlaufen die Autobahn A4, die Europastraße 40 und der Gleiwitzer Kanal.
Im Powiat Gliwicki befinden sich folgende Bahnhöfe: Kotulin, Ligota Toszecka, Paczyna, Pyskowice, Rzeczyce Śląskie, Rudzieniec Gliwicki, Taciszów und Toszek.
Der nächstgelegene internationale Flughafen ist der Flughafen Katowice.